# Dasychira nigrocristata
Dasychira nigrocristata är en fjärilsart som beskrevs av James John Joicey och Talbot 1924. Dasychira nigrocristata ingår i släktet Dasychira och familjen tofsspinnare. Inga underarter finns listade i Catalogue of Life.